# Kurt Mayer (Historiker)

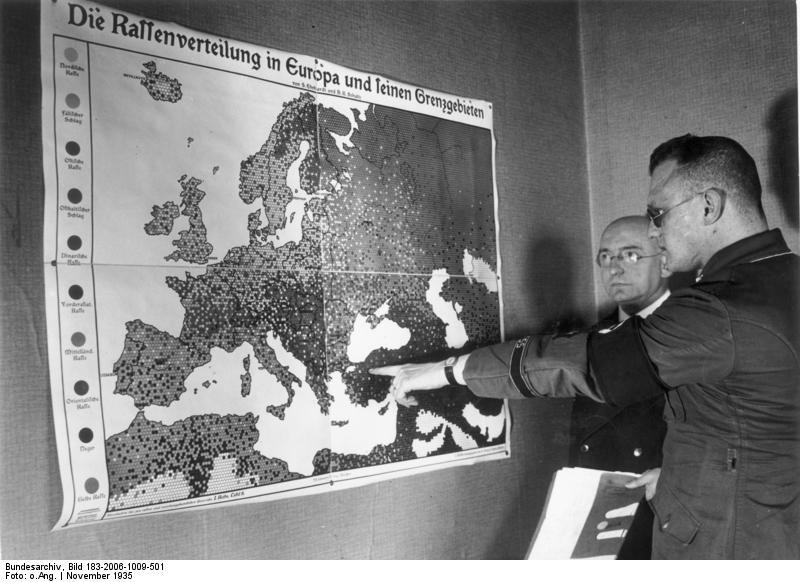
Kurt Mayer (rechts) mit seinem Stellvertreter Erich Wasmannsdorff in der Reichsstelle für Sippenforschung an einer Karte mit der „Rassenverteilung in Europa und seinen Grenzgebieten“ (November 1935), Aufnahme aus dem Bundesarchiv

Kurt Mayer (* 27. Juni 1903 in Otterberg; † 8. Juni 1945 in Bad Oldesloe) war ein deutscher Historiker, SS-Standartenführer und Amtschef des Reichssippenamtes und damit letztinstanzlich zuständig, um in Zweifelsfällen einen Ariernachweis ausstellen zu lassen.

## Beruflicher Werdegang
Kurt Mayer wurde als zweites von fünf Kindern des nachmaligen Oberkirchenrates Eugen Mayer geboren. Während seiner Schulzeit wuchs er in Kaiserslautern auf. Dort bestand er 1922 das Abitur und studierte anschließend Geschichte und Rechtswissenschaft in München, Hamburg und Würzburg. Er schrieb eine Dissertation über ein genealogisch-heraldisches Thema und wurde 1929 in München promoviert.
Mayer bemühte sich vergeblich um eine Dozentur und eine Anstellung im badischen Archivdienst. Erst 1930 kam er im landeskirchlichen Archiv der Evangelischen Kirche der Pfalz unter. 1931 war er in Halle/Saale für den Evangelischen Bund tätig.

## Politischer Werdegang
Mayer war schon im Jahre 1923 in die NSDAP eingetreten und hatte sich bei Widerstandshandlungen gegen die französisch-belgische Besatzung betätigt (s. Ruhrbesetzung). Nach Ende des Verbots der NSDAP trat er der Partei zum 1. November 1929 wieder bei (Mitgliedsnummer 161.070). 1930 übernahm er die Leitung der Hitlerjugend im Bezirk Speyer-Germersheim. 1931 war er als Gauredner tätig. Im November 1933 wurde Mayer Abteilungsleiter beim Berliner „Rasse- und Siedlungshauptamt der SS“ (SS-Mitgliedsnummer 7.115), dem nachmaligen „Rasse- und Siedlungshauptamt“ (RuSHA), das die „Sippenbücher“ der SS-Angehörigen führte und Heiratsgenehmigungen erteilte. 1934 wurde Mayer zudem Vorsitzender des Vereins „Herold“, in dem führende Fachleute für Heraldik und Genealogie mitarbeiteten. Aus dieser Position heraus ging Mayer zielstrebig gegen Achim Gercke vor, der die Reichsstelle für Sippenforschung leitete.
Anfang 1935 geriet Gercke in Verdacht, sich mit Homosexuellen eingelassen zu haben. Kurt Mayer hatte zuvor schon Gerüchte über angebliche Bestechungen Gerckes verbreitet. Gercke wurde entlassen und Mayer übernahm im März 1935 die Leitung der „Reichsstelle für Sippenforschung beim Reichsministerium des Inneren“, die er in Personalunion mit dem parteieigenen „Amt für Sippenforschung der NSDAP“ führte.

## Dienststellenleiter
Durch weitere gesetzliche Verordnungen erweiterte sich der Aufgabenbereich der Dienststelle. Sie allein war zuständig bei Zweifelsfällen für die „rassische Einordnung“ nach der Ersten Verordnung zum Reichsbürgergesetz und bei Einbürgerungsverfahren.
Damit wuchs die Zahl der Anträge. Im Jahre 1936 ordnete Mayer eine Urlaubssperre an, um die Anfragen zu bewältigen zu können. Später waren bis zu 125 Mitarbeiter beschäftigt, die mehr als 150.000 Abstammungsbescheide erteilten. Pläne für eine reichseinheitliche „Reichssippenkartei“ und eine größere Machtfülle seiner Dienststelle scheiterten im Kompetenzgerangel um Zuständigkeiten. Die 1940 in „Reichssippenamt“ umbenannte Dienststelle erhielt niemals den Status einer eigenständigen Behörde.
Nach verleumderischen und beleidigenden Äußerungen Mayers in angetrunkenem Zustand – unter anderem auch gegen Joseph Goebbels – liefen 1936 mehrere Parteiverfahren gegen ihn. Dennoch wurde er 1937 zum Oberregierungsrat befördert. Wahrscheinlich war er zu dieser Zeit bereits in der SS; 1941 oder 1943 erhielt Mayer den Rang eines SS-Standartenführers. 1942 schrieb Kurt Mayer über seine Tätigkeit: „Ich habe mich die ganzen Jahre über immer nur gewissermaßen als Platzhalter für den Reichsführer SS gefühlt“.
Kurt Mayer blieb bis zum Kriegsende Direktor des Reichssippenamtes. Am 8. Juni 1945 beging er mit seiner Frau Suizid und nahm seine Kinder mit in den Tod. Seine Frau überlebte und starb im Juni 1946 im britischen Militärgefängnis.

## Schriften
- Genealogisch-heraldische Untersuchungen zur Geschichte des alten Königreichs Burgund, Speier a. Rh., H. Gilardone, 1930. (Inaugural Diss. München)
- Egon Freiherr von Berchem, Donald Lindsay Galbreath, Otto Hupp, Kurt Mayer: Die Wappenbücher des deutschen Mittelalters. In: Beiträge zur Geschichte der Heraldik. Verlag für Standesamtswesen, Berlin 1939 (reprographischer Nachdruck, Bauer & Raspe, Neustadt an der Aisch 1972, ISBN 3-87947-104-5), S. 1–102; archive.org.
- Suchblatt allgemeines Sippenforscher. Allgemeines Suchblatt für Sippenforscher. Zugleich Nachrichtenblatt des Amtes für Sippenforschung d. NSDAP. Enthält die Nachrichten d. Reichsstelle f. Sippenforschung (des Reichssippenamtes). Hrsg. f. den Volksbund d. deutschen sippenkundlichen Vereine <VSV> e. V. v. Kurt Mayer. Metzner in Komm., Berlin 1937–1944
- Karl Bamberger: Familienkunde und Rassenpflege. Mit e. Geleitw. v. Kurt Mayer. Zentralstelle f. dt. Personen- u. Familiengeschichte, Leipzig 1935